# Nebelhub
Nebelhub ist ein Gemeindeteil des Marktes Buchbach im oberbayerischen Landkreis Mühldorf am Inn auf der Gemarkung Felizenzell.

## Geografie
Die Einöde Nebelhub liegt etwa zwei Kilometer nordöstlich des Marktplatzes von Buchbach.

## Denkmalschutz
Das Wohnstallhaus, Nebelhub 1, bildet den Nordflügel des Vierseithofes. Es ist ein zweigeschossiger Flachsatteldachbau mit traufseitiger Laube und Putzgliederungen. Der gewölbte Erdgeschossflur stammt von 1793 und wurde Mitte des 19. Jahrhunderts verändert. Eine Hütte mit Getreidekasten bildet den Ostflügel. Es ist ein zweigeschossiger Satteldachbau, dessen Obergeschoss in Blockbauweise ausgeführt ist und mit der Jahreszahl 1793 bezeichnet ist. Die Hofeinfahrt ist mit Putzgliederungen geschmückt und stammt aus der gleichen Zeit. Die Gebäude stehen unter Denkmalschutz und sind in der Liste der Baudenkmäler in Buchbach aufgeführt.

## Bevölkerungsentwicklung
Um 1871 gab es in Nebelhub acht Einwohner. Im Mai 1987 lebten dort nach einem vorübergehenden Bevölkerungsanstieg in der Nachkriegszeit des Zweiten Weltkriegs wiederum acht Einwohner in einem Wohngebäude.
| Jahr      | 1871 | 1925 | 1950 | 1970 | 1987 |
| Einwohner | 8    | 8    | 10   | 8    | 8    |